# Вальтер Тіррінґ
Ва́льтер Ті́ррінґ (нім. Walter Thirring; нар. 29 квітня 1927, Відень — пом. 18/19 серпня 2014, Відень) — австрійський фізик-теоретик.

## Біографія
Вальтер Тіррінґ народився 29 квітня 1927 року в сім'ї відомого австрійського фізика Ганса Тіррінґа. Вальтер вивчав фізику в Інсбрукському, а пізніше у Віденському університеті, де вже в 1949 році під керівництвом Фелікса Еренхафта отримав ступінь доктора філософії. Після цього він працював із Ервіном Шредінгером у Дубліні, Бруно Тушеком у Глазго та Вернером Гайзенберґом в інституті Макса Планка в Ґетінґені. В 1951–1952 роках Тіррінґ працював у Федеральній вищій технічній школі Цюриха з Вольфгангом Паулі, де займався теорією збурень у квантовій електродинаміці, а в 1953–1954 роках — у інституті перспективних досліджень у Прінстоні, де зустрічався з Альбертом Ейнштейном. Пізніше Тіррінґ викладав у Бернському університеті, Массачусетському технологічному інституті, Вашингтонському університеті, а в 1959 року став професором Віденського університету, звідки його звільнили в 1997 році. В 1968–1971 роках Вальтер Тіррінґ був головою відділу теоретичної фізики в CERN, узявши участь у започаткуванні будівництва протонного суперсинхротрону.
З 1952 року Вальтер Тіррінґ одружений, має двох синів. Грає на органі та фортепіано, пише музику.

## Наукові досягнення
Основні внески Вальтер Тіррінґ зробив у математичну фізику, зокрема разом із Елліотом Лібом дослідив стійкість матерії й оцінив нижню границю енергії системи ферміонів, та квантову теорію поля, розробивши декілька точно розв'язуваних моделей (моделі Тіррінґа й Тіррінґа-Весса). В 1954 році разом із Маррі Гелл-Маном та Марвіном Гольдбергером він написав одну з своїх перших робіт, де був представлений метод дисперсійних співвідношень у фізиці високих енергій, який пізніше строго обґрунтував для випадку піон-нуклонного розсіяння М. М. Боголюбов. У 1969 році був нагороджений премією Шредінгера Австрійської академії наук, а в 2000 році — премією Пуанкаре.
Вальтер Тіррінґ відомий як автор одного з перших підручників із квантової електродинаміки та «Курсу математичної і теоретичної фізики», який вже багато років є одним із стандартних підручників із математичної фізики. Також перу Тіррінґа належать багато науково-популярних книг, зокрема сумісна з Корнелією Фаустман книга «Ейнштейн без формул», де спеціальна теорія відносності пояснюється простою мовою, з малюнками, діаграмами та мінімальною кількістю формул.
У 1976–1978 роках Тіррінґ був першим президентом Міжнародної асоціації математичної фізики, а в 1993 році став одним із засновників Інституту математичної фізики імені Ервіна Шредінгера у Відні.

## Праці
- Тирринг В. Курс математической и теоретической физики = Lehrbuch der Mathematischen Physik. — К. : TIMPANI, 2004. — 1040 с.
- Тирринг В. Принципы квантовой электродинамики = Principles of Quantum Electrodynamics. — М. : Высшая школа, 1964. — 228 с.
- Хенли Э., Тирринг В. Элементарная квантовая теория поля = Elementary Quantum Field Theory. — М. : ИЛ, 1963. — 316 с.
- Faustmann C., Thirring W. Einstein entformelt. Wie ein Teenager ihm auf die Schliche kam. — Wien : Seifert Verlag, 2007.
- Thirring W. Kosmische Impressionen. Gottes Spuren in den Naturgesetzen. — Wien : Molden, 2004.
- Thirring W. Lust am Forschen: Lebensweg und Begegnungen. — Wien : Seifert Verlag, 2008.

## Виноски
1. 1 2 3 4 5 6 7 8 9  Математичний генеалогічний проєкт — 1997.
2. ↑  www.ae-info.org
3. ↑  www.pas.va
4. ↑  Архівована копія. Архів оригіналу за 3 вересня 2014. Процитовано 3 вересня 2014.{{cite web}}:  Обслуговування CS1: Сторінки з текстом «archived copy» як значення параметру title (посилання)
5. ↑  Архівована копія. Архів оригіналу за 22 грудня 2014. Процитовано 5 грудня 2014.{{cite web}}:  Обслуговування CS1: Сторінки з текстом «archived copy» як значення параметру title (посилання)
6. ↑  Архівована копія. Архів оригіналу за 10 грудня 2014. Процитовано 5 грудня 2014.{{cite web}}:  Обслуговування CS1: Сторінки з текстом «archived copy» як значення параметру title (посилання)
7. ↑  Thirring W. The Joy of Discovery: Great Encounters Along the Way. — World Scientific Publishing, 2010.
8. ↑  Grosse H. Walter Thirring 1927—2014 // CERN Courier. — 2014. — Т. 54, вип. 10. — С. 45.
9. ↑  Lieb E., Thirring W. Bound for the kinetic energy of fermions which proves the stability of matter // Physical Review Letters. — 1975. — Т. 35. — С. 687.
10. ↑  Thirring W. A soluble model in relativistic field theory // Annals of Physics. — 1958. — Т. 3. — С. 91-112.
11. ↑  Thirring W., Wess J. Solution of a field theoretical model in one space one time dimensions // Annals of Physics. — 1964. — Т. 27. — С. 331-337.
12. ↑  Gell-Mann M., Goldberger M., Thirring W. Use of causality conditions in quantum theory // Physical Review. — 1954. — Т. 95. — С. 1612.